# Baliem
De Baliem is een rivier in de Indonesische provincie Papoea in het westelijk deel van het eiland Nieuw-Guinea. De rivier heeft een lengte van ongeveer 200 à 300 kilometer.

## Loop
De rivier ontspringt in het noordelijk Maokegebergte, neemt de Mereli op en doorstroomt vervolgens als de Noordelijke Baliem in de richting van het zuidoosten de naar haar vernoemde Baliemvallei, alwaar ze verschillende zijrivieren opneemt zoals (namen dateren uit 1965) de Wylyky, Aikhe, Mini en Mukwi (vanuit het noorden en oosten) en de Hypin, Bele, Elekait, Holim, Uwe en Jetny (vanuit het zuiden en westen). In het zuiden van de vallei bevinden zich een aantal watervallen. Op 70 kilometer ten zuidoosten van Wamena stroomt vanuit het oosten de Heluk (belangrijkste rivier in het Yaligebied) in bij het dorp Holuwon. Vanaf hier werd de rivier ten tijde van Nederlands-Indië en Nederlands-Nieuw-Guinea ook wel Vriendschapsrivier genoemd. Voorbij Holuwon verlaat de rivier de zuidelijke kam van het Maokegebergte en buigt af naar het zuidwesten door het moerassige laagland van zuidelijk Nieuw-Guinea. Na ongeveer 100 kilometer stroomt de Baliem, iets stroomopwaarts van het dorp Kaima, in de Pulau (vroeger Eilandenrivier), die ongeveer 100 kilometer zuidwestelijker aan de Casuarinakust uitmondt in de Arafurazee.